# 溫鮑巴
11°22′58″S 37°39′28″W / 11.38278°S 37.65778°W
溫鮑巴（葡萄牙語：Umbaúba），是巴西的城鎮，位於該國東北部，由塞爾希培州負責管轄，面積121平方公里，主要經濟活動是農業，2010年人口23,950，人口密度每平方公里197.77人。